# 豊後別府湾ちりめん

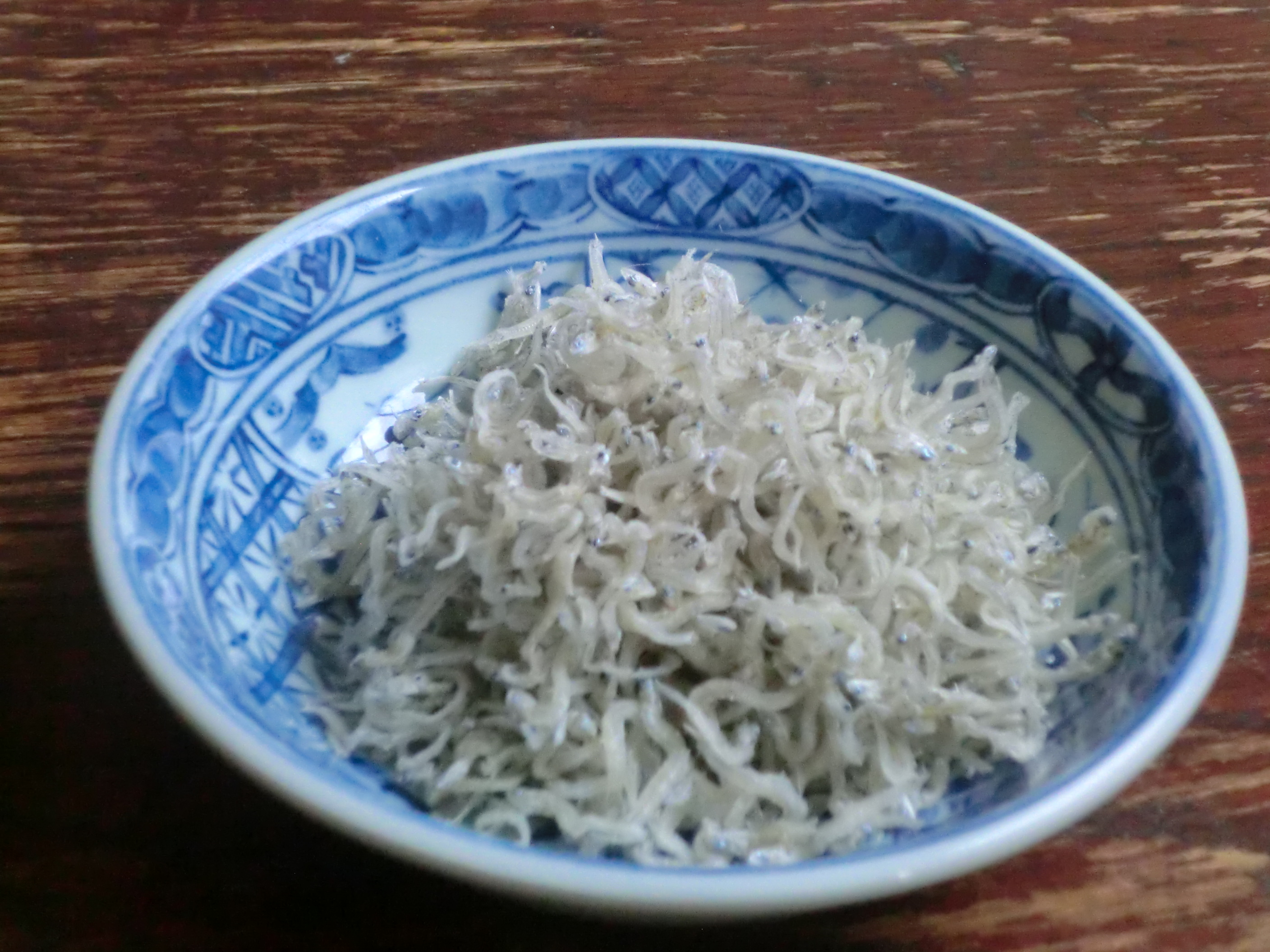
豊後別府湾ちりめん

豊後別府湾ちりめん（ぶんごべっぷわんちりめん）は、豊後灘（伊予灘西部の大分県側海域を地元では豊後灘と自称）と別府湾沿岸の杵築市、速見郡日出町、別府市で漁獲され、加工されるちりめんじゃこである。

## 概要
別府湾は、ちりめんじゃこの原材料となるシラス（カタクチイワシの稚魚）が黒潮に乗って北上する通り道にあたり、好漁場として知られている。また、別府湾はプランクトンが豊富なため、そこで獲れるシラスは肥育がよく、大きさもそろっており、これを原料とするちりめんじゃこは古くから高品質で知られていた。
2004年（平成16年）の別府市、杵築市、日出町でのシラスの漁獲量は約1,550tであった。

## ブランド化への取り組み
大分県では、関さば、関あじをはじめとする海産物のブランド化について先進的な取り組みが行われている。豊後別府湾ちりめんについても、例えば、杵築市や日出町では豊後別府湾ちりめんを一村一品のひとつとしたり、別府市、杵築市、日出町の行政、漁協、加工業者等の関係者で豊後別府湾ちりめん銘柄化推進協議会を組織するなどして、普及や広報を図ってきた。その結果、豊後別府湾ちりめんは、ちりめんじゃこの最高級品のブランドとして徐々に全国に広まりつつある。
2007年6月には、大分県漁業協同組合が「豊後別府湾ちりめん」で大分県の産品として4番目の地域団体商標の認定を受けている。